# Krzystkówka

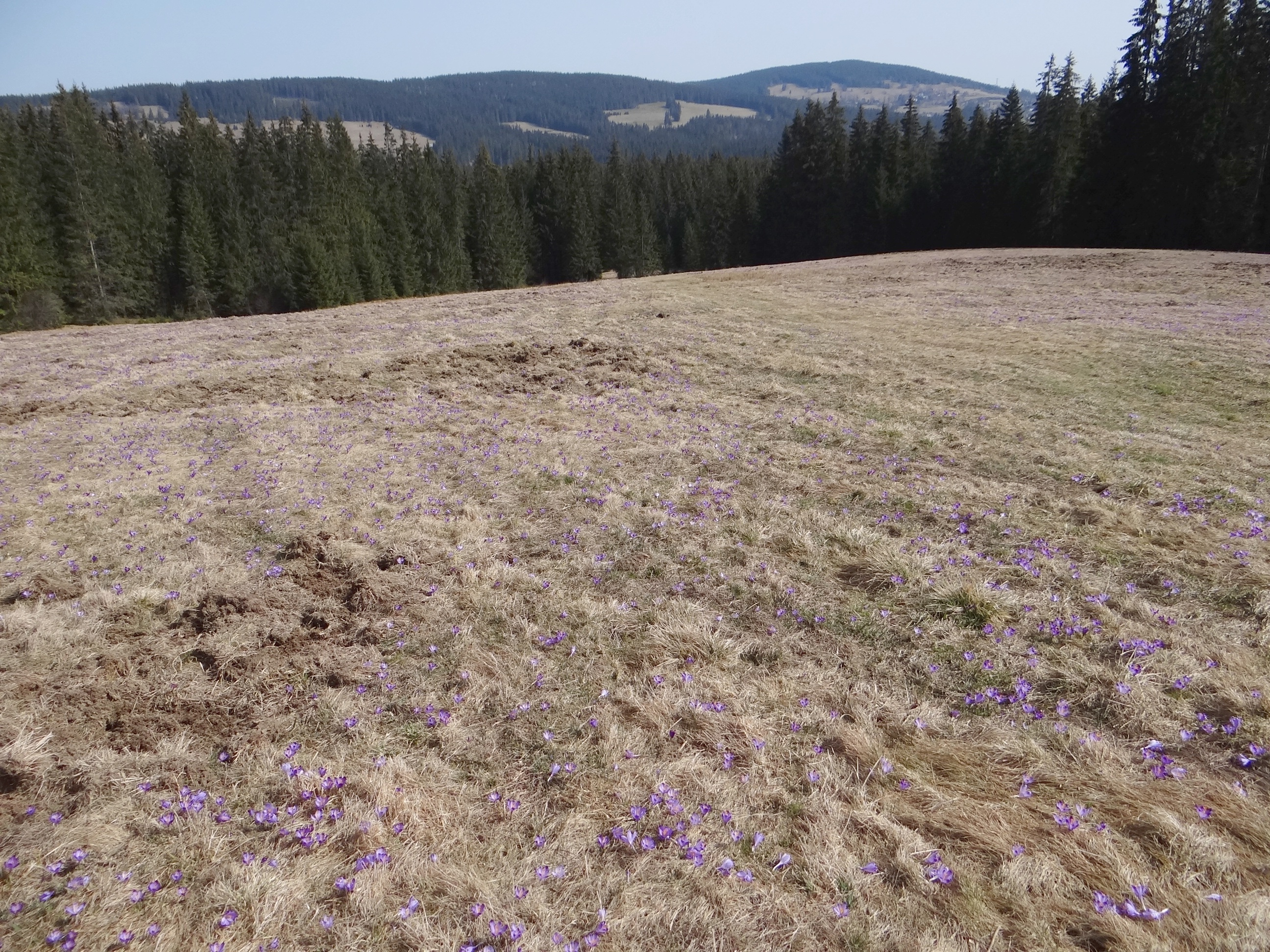
Krzystkówka i widok na Pogórze Gubałowskie

Krzystkówka – polana na Przysłopie Witowskim (1164 m) w Orawicko-Witowskich Wierchach. Administracyjnie należy do miejscowości Witów w powiecie tatrzańskim. Znajduje się na mało stromych, południowo-wschodnich stokach Przysłopu Witowskiego, na wysokości około 870–930 m n.p.m., między dwoma źródłowymi ciekami  potoku Przybylanka (dopływ Czarnego Dunajca).
Krzystkówka jest jedną z wielu polan na Przysłopie Witowskim. Można do niej dojść drogą gruntową odchodząca od szosy Kościelisko – Czarny Dunajec. Droga ta zaczyna się na granicy lasu, na południowo-wschodnim końcu polany Solarzówka. Prowadzi przez ciąg polan: Krzystkówka, Zdychałówka, Cicha Polana do polany Koszarzyska. Wszystkie te polany są użytkowane gospodarczo. Na Krzystkówce stoi jeden drewniany szałas gospodarczy. Wiosną zakwitają na niej krokusy. Z polany ograniczony widok na Pogórze Gubałowskie.
Pochodzenie nazwy polany nie jest znane, być może pochodzi od nazwiska lub przezwiska Krzystek. Na Podhalu bardzo często nazwy polan i hal pochodzą właśnie od nazwisk właścicieli.